# Fleet Street

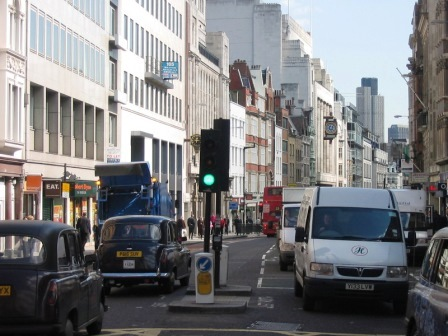
A Fleet Street em 2005.

Fleet Street é uma rua em Londres, Inglaterra, batizada em homenagem ao rio Fleet. Foi a sede da imprensa britânica até à década de 1980. Mesmo depois do último grande representante da mídia, a Reuters, ter deixado a região em 2005, o nome da rua continua a ser usado como uma metonímia para a imprensa nacional britânica.

## História
A primeira tipografia da Inglaterra foi instalada aqui no fim do século XV por um assistente de William Caxton. Em 1702, o primeiro jornal, The Daily Courant, foi publicado na Fleet Street - a sua localização era conveniente tanto em relação à City quanto a Westminster, principais fontes de notícias. Desde então, Fleet Street passou a ser o centro da indústria editorial de Londres. As rotativas sob os escritórios do diário foram abandonadas em 1987, quando a nova tecnologia permitiu produzir jornais longe do centro, em áreas como Wapping e Docklands. 
Os dramaturgos Shakespeare e Ben Jonson eram fregueses da velha Mitre Tavern, hoje no n.º 37.